# Петер Рушоран
Петер Рушоран (угор. Péter Rusorán, 11 квітня 1940 — 14 лютого 2012) — угорський ватерполіст.
Олімпійський чемпіон 1964 року, бронзовий призер 1960 року.
Переможець літньої Універсіади 1965 року.